# دج دغارو
دج دغارو (بالفارسية: دج دگارو) هي قرية تقع في البلدة المركزية في إيران. يقدر عدد سكانها بـ 228 نسمة بحسب إحصاء 2016.